# فيرنر سباناغيل
فيرنر سباناغيل (6 أكتوبر 1909 – 23 ديسمبر 1943) هو ملاكم ألماني راحل، مثّل بلاده في الألعاب الأولمبية الصيفية 1932.

## روابط خارجية
فيرنر سباناغيل على موقع أوليمبيديا (الإنجليزية)